# Pellston
Pellston est un village du comté d'Emmet, dans l'État du Michigan, aux États-Unis. En 2020, il comptait une population de 774 habitants.